# ديزي ساذرلاند
ديزي ساذرلاند (بالإنجليزية: Dizzy Sutherland)‏ هو لاعب كرة قاعدة أمريكي، ولد في 9 أبريل 1922 في واشنطن العاصمة في الولايات المتحدة، وتوفي بنفس المكان في 26 أغسطس 1979.

## وصلات خارجية
- ديزي ساذرلاند على موقعبيزبول رفرنس.كوم (الدوري الرئيسي) (الإنجليزية)